# Pan-Amerikaanse Spelen 1967
De vijfde Pan-Amerikaanse Spelen werden gehouden in 1967 in Winnipeg, Canada.
Winnipeg probeerde ook al om de Pan-Amerikaanse Spelen 1959 te organiseren. Toen kreeg São Paulo de Spelen echter toegewezen.

## Medaillespiegel
| Medaillespiegel Pan-Amerikaanse Spelen 1967 | Medaillespiegel Pan-Amerikaanse Spelen 1967 | Medaillespiegel Pan-Amerikaanse Spelen 1967 | Medaillespiegel Pan-Amerikaanse Spelen 1967 | Medaillespiegel Pan-Amerikaanse Spelen 1967 | Medaillespiegel Pan-Amerikaanse Spelen 1967 |
| ------------------------------------------- | ------------------------------------------- | ------------------------------------------- | ------------------------------------------- | ------------------------------------------- | ------------------------------------------- |
| Plaats                                      | Land                                        | Goud                                        | Zilver                                      | Brons                                       | Totaal                                      |
| 1                                           | Verenigde Staten                            | 128                                         | 69                                          | 47                                          | 244                                         |
| 2                                           | Canada                                      | 17                                          | 39                                          | 50                                          | 106                                         |
| 3                                           | Brazilië                                    | 11                                          | 10                                          | 5                                           | 26                                          |
| 4                                           | Argentinië                                  | 8                                           | 14                                          | 12                                          | 34                                          |
| 5                                           | Mexico                                      | 7                                           | 16                                          | 25                                          | 48                                          |
| 6                                           | Cuba                                        | 7                                           | 16                                          | 24                                          | 47                                          |
| 7                                           | Trinidad en Tobago                          | 2                                           | 2                                           | 3                                           | 7                                           |
| 8                                           | Venezuela                                   | 1                                           | 4                                           | 6                                           | 11                                          |
| 9                                           | Colombia                                    | 1                                           | 2                                           | 5                                           | 8                                           |
| 10                                          | Puerto Rico                                 | 1                                           | 2                                           | 3                                           | 6                                           |
| 11                                          | Chili                                       | 1                                           | 1                                           | 3                                           | 5                                           |
| 12                                          | Panama                                      | 0                                           | 2                                           | 2                                           | 4                                           |
| 13                                          | Peru                                        | 0                                           | 2                                           | 1                                           | 3                                           |
| 13                                          | Uruguay                                     | 0                                           | 1                                           | 4                                           | 5                                           |
| 15                                          | Bermuda                                     | 0                                           | 1                                           | 1                                           | 2                                           |
| 16                                          | Ecuador                                     | 0                                           | 1                                           | 0                                           | 1                                           |
| 16                                          | Barbados                                    | 0                                           | 1                                           | 0                                           | 1                                           |
| 18                                          | Jamaica                                     | 0                                           | 0                                           | 3                                           | 3                                           |
| 19                                          | Nederlandse Antillen                        | 0                                           | 0                                           | 1                                           | 1                                           |
| 19                                          | Guyana                                      | 0                                           | 0                                           | 1                                           | 1                                           |
| 19                                          | Amerikaanse Maagdeneilanden                 | 0                                           | 0                                           | 1                                           | 1                                           |
| Totaal                                      | Totaal                                      | 184                                         | 183                                         | 197                                         | 564                                         |

1951 ·
1955 ·
1959 ·
1963 ·
1967 ·
1971 ·
1975 ·
1979 ·
1983 ·
1987 ·
1991 ·
1995 ·
1999 ·
2003 ·
2007 ·
2011 ·
2015 ·
2019 ·
2023 ·
2027